# 彭白氏
彭白氏，明朝土家族女姓人物，湖广行省保靖州宣抚司土官。
她娘家姓白，是湖广保靖（治今湖南保靖县）宣慰使彭荩臣之妻，彭守忠之母。嘉靖三十九年（1560年）十一月，其子彭守忠未袭宣慰使而去世，彭白氏受命护理印务，署司事。嘉靖四十一年（1562年），捐银为寨民纳秋粮，以为政清明，溪洞都称颂她，明世宗下诏赐金缎、银花、羊酒、银两。万历元年（1573年），因病休致，其孙彭养正袭职。